# Thomas Stamford Raffles

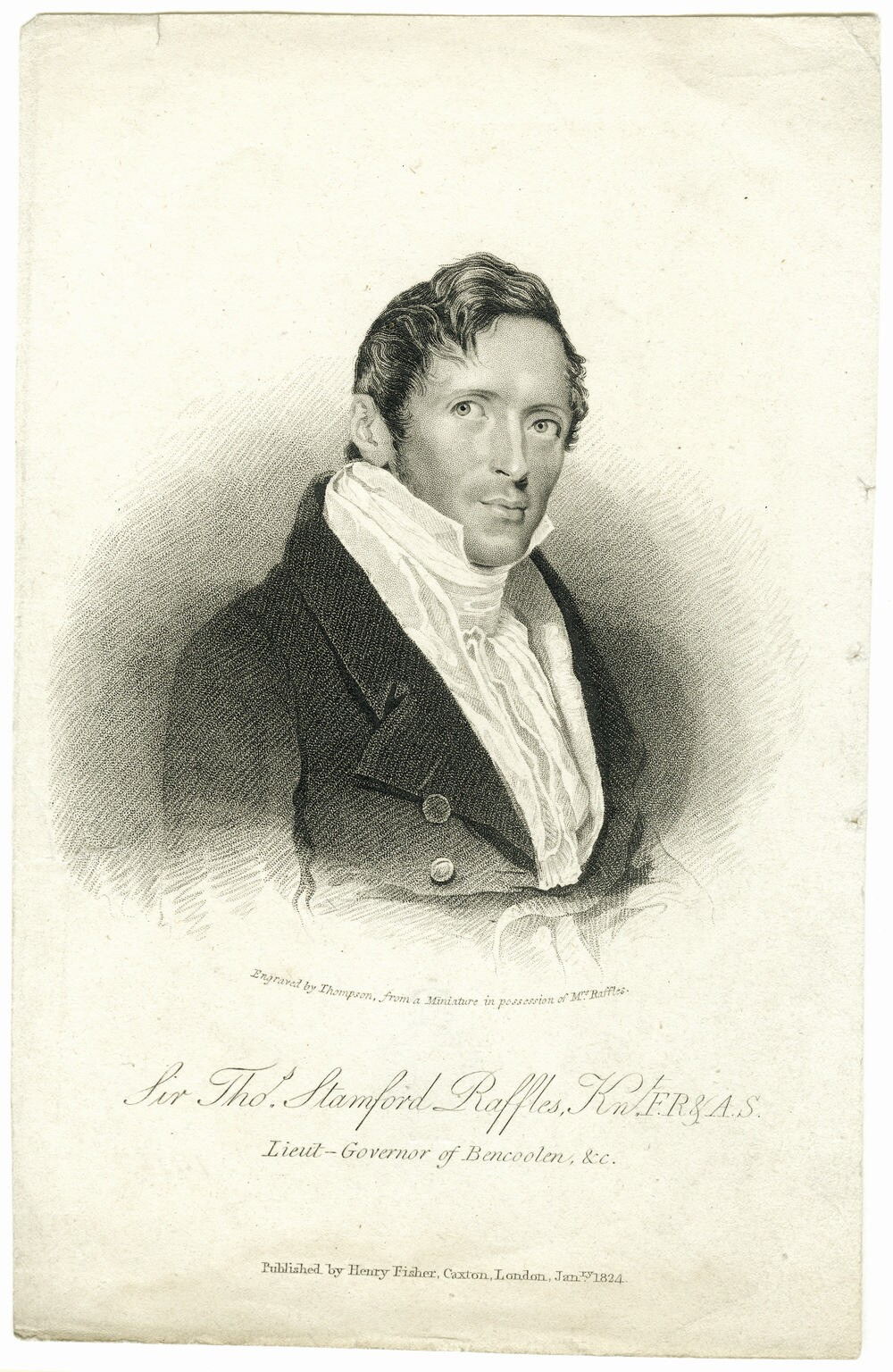
Stamford Raffles

Thomas Stamford Bingley Raffles (Port Morant, 6 juli 1781 – Barnet, 5 juli 1826) was een Brits luitenant-gouverneur van Java van 1811 tot 1816.

## Levensloop
Raffles werd geboren aan boord van het schip Ann in Port Morant op Jamaica, als zoon van Benjamin Raffles en Anne Lyde. In 1795 werd hij klerk bij de Britse Oost-Indische Compagnie te Londen, waarna hij in 1805 naar Penang werd gestuurd, aanvankelijk als ondersecretaris en vanaf 1806 als secretaris. In 1809 werd hij door Gilbert Elliot-Murray-Kynynmond (Lord Minto) overgeplaatst naar kuststad Malakka.
Toen Lord Minto in 1811 met een vloot naar Java vertrok, zeilde Raffles mee. De Britten veroverden Java en per 11 september 1811 werd Raffles tot luitenant-gouverneur van Java benoemd. Hij hervormde justitie en politie en het bestuurlijk stelsel, waaronder het belastingstelsel, waarbij hij werd geadviseerd door onder andere Herman Muntinghe en Frederik Jacob Rothenbühler. Hij verklaarde dat louter mercantiele overwegingen moesten wijken voor het bevorderen van de algemene welvaart. Ook kantte hij zich tegen slavernij en andere vormen van serviliteit. Verder gebood hij dat het verkeer links moest rijden, net zoals in Engeland. Zijn landhervorming slaagde echter niet en hij werd per 11 maart 1816 opgevolgd door John Fendall. Kort daarna werd Java teruggegeven aan het Verenigd Koninkrijk der Nederlanden.
Ondertussen wijdde Raffles zich in het Verenigd Koninkrijk aan geleerde activiteiten. Hij werd in 1817 in de adelstand verheven. Hij bezocht Nederland en besprak koloniale vraagstukken met koning Willem I en minister Anton Reinhard Falck. In oktober 1817 werd Raffles door de Britten tot luitenant-gouverneur van Benkoelen benoemd. Hij probeerde tevergeefs de invloed van de Nederlanders op Sumatra terug te dringen.
Aan boord van de Indiana arriveerde hij op 28 januari 1819 in Malakka. Na onderhandelingen met de lokale heersers stichtte hij op 6 februari 1819 op de zuidpunt van het schiereiland Malakka een vrijhandelspost, die zich ontwikkelde tot het huidige Singapore. Hij was actief betrokken bij de ontwikkeling van de stad en de haven en verder verbood hij gokken en slavernij. Raffles verliet de handelspost in 1823. Bij het eerste Sumatra-traktaat, het Verdrag van Londen van 1824, stond het Verenigd Koninkrijk zijn bezittingen op Sumatra aan Nederland af. Raffles raakte hierdoor zijn functie te Benkoelen kwijt.

## Interesse in taal en cultuur
Raffles onderscheidde zich al tijdens zijn diensttijd in Penang door zijn grote belangstelling voor de taal en cultuur van de Maleiers. Vanaf 1811 richtte hij zijn aandacht op Java. Als hoofd van het Britse bestuur mobiliseerde hij sterke informanten. Hij vestigde in Bogor een secretariaat en ontving daar aanzienlijke steun van Javaanse intellectuelen zoals de Panembahan van Sumenep Natakusuma en de regent van Tegal, Aria Reksanegara. Ook kreeg hij regelmatig assistentie van de regent van Demak, later Semarang, Adipati Sura Adimenggala. Deze stond hem met zijn beide zoons terzijde als leermeester en vertaler. De meest getalenteerde van beide zoons, Raden Saleh, werd naar het College van Fort Williams in Calcutta gestuurd om zo snel mogelijk goed Engels te leren. Ook kreeg Raffles steun van luitenant-kolonel Colin Mackenzie, die in opdracht van Lord Minto in heel Java Javaanse handschriften en ander materiaal verzamelde waarmee Raffles een volledig beeld kon schetsen van de geografie, de statistiek, de archeologie en de geschiedenis van Java.

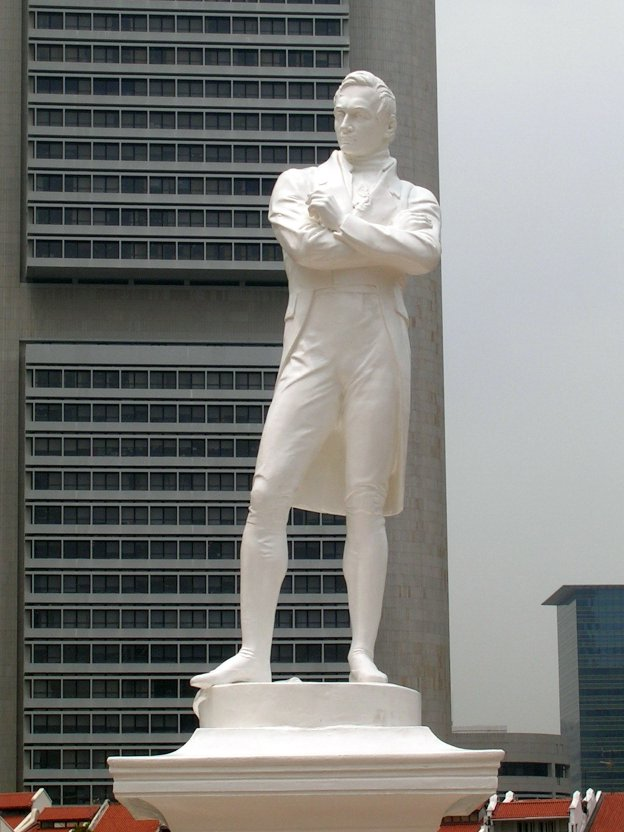
Standbeeld van Stamford Raffles in Singapore

Raffles' standaardwerk The history of Java 1817, bestaat dan ook, anders dan de titel suggereert, uit veel meer dan alleen geschiedschrijving. Het is het eerste boek waarin land en volk in de ruimste zin van het woord beschreven zijn. Door Raffles' kritiek op het toenmalige gebrek aan degelijke kennis van het Javaans aan Nederlandse zijde vormde het ook een stevige prikkel aan Nederlandse bestuurders om middelen beschikbaar te maken voor de ontwikkeling van de Nederlandse Javanistiek.
Vanwege dit standaardwerk wordt Raffles vaak aangemerkt als initiator van de wetenschappelijke studie van de Javaanse taal- en letterkunde, geschiedenis en archeologie. Toch was hij geen pionier in de strikte zin van het woord. Hij had voorgangers van wier werk hij geprofiteerd heeft en tijdgenoten die met hem samenwerkten of bij hem in dienst waren. Zowel Francois Valentijn met zijn Oud en Nieuw Oost-Indiën uit 1726 als Johannes van den Bosch met zijn Staat der Nederlands Oost Indische bezittingen onder het bestuur van gouverneur-generaal Daendels uit 1815 gingen hem voor.

## Natuuronderzoeker
Raffles was tevens een gedreven natuuronderzoeker; een aantal Zuid-Oost-Aziatische soorten zijn door hem ontdekt (althans als eerste wetenschappelijk beschreven). Hiertoe behoren de maleise beer (Helarctos malayanus), de binturong (Arctictis binturong), de siamang (Symphalangus syndactylus), de tana (Tana tana), de mutslangoer (Presbytis cristatus), en de langkuifneushoornvogel (Berenicornis comatus).
Ook zijn een aantal plant- en diersoorten naar hem vernoemd; de bekendste is Rafflesia, een plantengeslacht dat de grootste, en onwelriekendste, bloemen ter wereld voortbrengt.
In maart 1826 richtte hij met anderen de Zoological Society of London op, waarvan hij de eerste voorzitter werd. Hij overleed echter al enkele maanden later op 44-jarige leeftijd te Londen.